# Flybe
A Flybe foi uma companhia aérea britânica com sede em Bickenhill. Sua base principal era o Aeroporto de Birmingham. Iniciou as operações usando o nome da extinta Flybe, mas encerrou as operações em 28 de janeiro de 2023.

## Frota

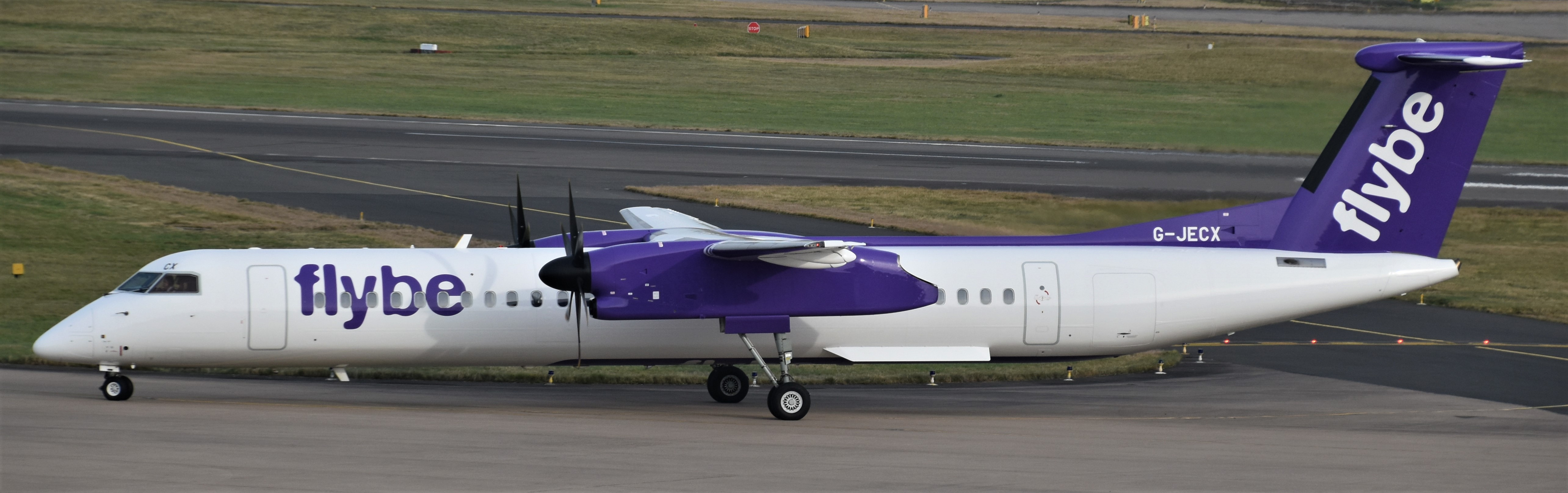
Um Bombardier Q400 da Flybe no Aeroporto de Birmingham, em janeiro de 2022.

Antes de encerrar as operações, a frota da Flybe consistia nas seguintes aeronaves. Esperava-se que a Flybe expandisse para um total de 32 aeronaves. A Nordic Aviation Capital esperava alugar 12 aeronaves para a Flybe, e a Aergo Capital forneceria mais cinco.
| Aeronaves       | Em Serviço | Ordens | Passageiros | Notas |
| --------------- | ---------- | ------ | ----------- | ----- |
| Bombardier Q400 | 8          | –      | 78          |       |
| Total           | 8          | 0      |             |       |

## Assuntos corporativos
A sede da empresa ficava no segundo andar da Diamond House no Aeroporto de Birmingham, no bairro metropolitano de Solihul.

### Empresa-mãe
A Flybe Limited, fundada em setembro de 2020 como Thyme Opco, foi uma sociedade anônima de propriedade da Thyme Investco Limited - cuja maioria das ações é detida pela DLP Holdings SARL, uma afiliada do fundo de cobertura americano Cyrus Capital Parceiros. Esta foi a mesma empresa que esteve envolvida na compra do Flybe original em 2019.

### Serviços
Os aviões Q400 da Flybe foram equipados com 78 assentos totalmente econômicos, e várias opções de bilhetes diferentes estavam disponíveis. Todos os passageiros receberam uma bebida e lanche de cortesia a bordo, independentemente da tarifa.